# Her Own Way
Her Own Way er en amerikansk stumfilm fra 1915 af Herbert Blaché.

## Medvirkende
- Florence Reed som Georgiana Carley.
- Blanche Davenport som Mr. Carley.
- Clarissa Selwynne som Mrs. Steven Carley.
- Robert Barrat som Richard Coleman.
- Fraunie Fraunholz som Steven Carley.